# Gąska okazała
Gąska okazała (Tricholoma robustum (Alb. et Schw. ex Fr.) Rick ) – grzyb jadalny z rodziny Tricholomataceae. W Japonii znany jako matsutake-modoki (pseudo-matsutake), potocznie obasan no matsutake ("matsutake ciotki"), ponieważ jest podobny (ale nieporównywalny w smaku) do gąski sosnowej.

## Morfologia
Przypomina matsutake, ale jest znacznie mniejszy.
Kapelusz
Średnicy 4–10 cm, jest wypukły lub płaski, różowy, czerwonawy lub brązowo-czerwony, pomarańczowo-kasztanowy, nierównomiernie zabarwiony, łuskowaty.
Blaszki
Białe, później brudnoróżowe, czerwone nakrapiane.
Trzon
Osiąga długość 6–8 cm i grubość 1,5–2,5 cm. Z wąskim pierścieniem, biały u góry, w kolorze kapelusza pod pierścieniem.
Miąższ
Biały, gęsty, o silnym zapachu świeżej mąki, przy krojeniu lekko różowy, później czerwony, przyjemny w smaku.
Wysyp zarodników
Zarodniki elipsoidalne o wymiarach 6–7 x 3,5–4 µm, gładkie.

## Dystrybucja i siedlisko
Ukazuje się na całej półkuli północnej (w tym w Polsce, m.in. na Polesiu) zwłaszcza w północnej strefie umiarkowanej. Grzyb mykoryzowy, występuje w lasach iglastych, pod sosnami (zwłaszcza sosną gęstokwiatową), na glebach piaszczystych. Często pochodzi z tych samych lasów co matsutake, choć pojawia się później (sierpień–październik).

## Praktyczne użycie
Grzyb jadalny. Na Ukrainie uważany za dobry w smaku i używany świeży. W Japonii uważany za przeciętny w smaku i zapachu, nieporównywalny z prawdziwym matsutake.

## Źródła
- Зерова М. Я., Єлін Ю. Я., Коз'яков С. М. Гриби: їстівні, умовно їстівні, неїстівні, отруйні. – Київ : Урожай, 1979. – С. 134–135.